# 35a Brigada Mixta (Exèrcit Popular de la República)
La 35a Brigada Mixta va ser una unitat de l'Exèrcit Popular de la República que va operar durant la Guerra Civil Espanyola. Al llarg de la contesa va estar present en el front del Centre, tenint una destacada actuació durant les batalles defensives de Madrid i Guadalajara. Al final de la guerra algunes de les seves forces van prendre part en l'anomenat cop de Casado.

## Historial
La unitat va ser creada el desembre de 1936 a partir d'un batibull de milícies i, especialment, la Columna Barceló. La 35a BM va quedar a les ordres del tinent coronel Luis Barceló Jover i integrada en la 8a Divisió del I Cos d'Exèrcit, cobrint el sector de Valdemorillo-Las Rozas de Madrid.
Poc després de la seva creació la 35a BM va prendre part en la segona batalla de la carretera de La Corunya, de la qual va causar baixes per ferides el comandament de la brigada, Barceló Jover, que seria substituït pel brigadista italià Nino Nanetti. Al començament de 1937 la unitat va participar activament en la tercera batalla de la carretera de La Corunya, formant part del dispositiu republicà. El 3 de gener de 1937 va realitzar un contraatac contra l'ofensiva revoltada en la línia Las Rozas de Madrid-Majadahonda, i el 10 va contraatacar sobre Villanueva del Pardillo. Al final dels combats, el 23 de gener la brigada va quedar integrada en la 10a Divisió.
El 12 de març la 35a BM, ara integrada en la 12a Divisió del IV Cos d'Exèrcit i sota el comandament del major de milícies Liberino González, es va traslladar precipitadament cap al front de Guadalajara amb la missió de defensar el sector que anava des del km 83 de la carretera de Sòria fins a la població de Valdearenas. El front republicà en la zona es trobava greument amenaçat per l'ofensiva del Corpo Truppe Volontarie italià. La 35a BM va intervenir més tard en el contraatac republicà, avançant pel flanc esquerre, sobre les localitats de Valdearenas, Muduex, Utande i Padilla de Hita.
A l'abril Liberino González passa a manar la 12a Divisió, canviant el comandament de la brigada. Durant la resta de la contesa la unitat no va intervenir en operacions d'importància. L'abril del 1938 la 35a BM va passar a formar part de la 14a Divisió del Grup d'Exèrcits de la Regió Central (GERC). Entre el 7 i el 15 de gener de 1939, igual que altres unitats republicanes, va tractar infructuosament de trencar el front madrileny en suport de les forces republicanes a Catalunya i Extremadura.
Quan al començament de març de 1939 es va produir el Cop d'estat de Casado la brigada va manar algunes companyies a Madrid, en suport de les forces del coronel Casado, aconseguint ocupar la plaça de Manuel Becerra.

## Comandaments
Comandants
- Tinent coronel Luis Barceló Jover;
- Major de milícies Nino Nanetti;
- Major de milícies Liberino González González;
- Major de milícies Félix Lucandi Aurrecoechea;
- Major de milícies Joaquín Martínez Sánchez;

Comissaris
- Adolfo Lagos Escalona, del PCE;[6]
- Manuel Martínez Sánchez, del PSOE;[7]

Caps d'Estat Major
- capità d'enginyers Blas Santurde Garcimartín;